# 1788年の相撲
1788年の相撲（1788ねんのすもう）は、1788年の相撲関係のできごとについて述べる。

## 興行
- 4月場所（江戸相撲）[1]
  - 興行場所:本所回向院
  - 5月15日（旧4月10日）より晴天10日間興行
- 8月場所（大坂相撲）[1]
  - 興行場所:難波新地
  - 9月4日（旧8月5日）より興行
- 10月場所（京都相撲）[1]
  - 興行場所:四条道場
- 11月場所（江戸相撲）[2]
  - 興行場所:本所回向院
  - 12月5日（旧11月8日）より晴天10日間興行